# Cracker Jack
Cracker Jack es un aperitivo estadounidense, administrado por la compañía PepsiCo desde 1997 e incorporado a su filial de aperitivos Frito-Lay.

## Historia

### Origen
No se sabe cuándo ni quiénes lo crearon. Se tienen registros periodísticos de principios del siglo XIX que documentan la fabricación y venta de palomitas de maíz recubiertas de azúcar.

### Inicio
Según la tradición, el predecesor del posterior Cracker Jack fue presentado por los hermanos Rueckheim en 1893. Era una mezcla de palomitas, maní y melaza. Tres años más tarde, Louis Rueckheim descubrió un método para evitar que los trozos se pegaran.
En 1896 se produjo el primer lote de Cracker Jack, el mismo año en que se registró el nombre del producto y el eslogan: "Cuanto más comes, más quieres". El nombre fue puesto por un entusiasta consumidor que comentó: "¡Esto es un crack-jack!" (Crackerjack es un coloquialismo que significa "de excelente calidad").
A partir de 1912, la empresa incluía un juguete en miniatura en cada caja, actualmente descontinuadas.

### Mascota
Las mascotas de Cracker Jack, Sailor Jack y su perro Bingo, se introdujeron a partir de 1916. Sailor Jack fue diseñado a la imagen de Robert Rueckheim, nieto de Frederick. Robert, hijo del mayor de los hermanos Rueckheim, Edward, murió de neumonía poco después de la publicación de su dibujo, a la edad de 8 años.

## Conexión con el béisbol

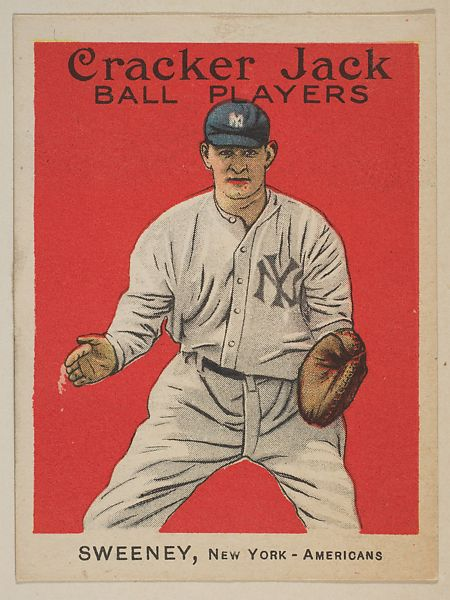
Tarjeta de béisbol.

Es conocido por venderse de forma habitual en los partidos de béisbol. Desde 1982 hasta 1985, Cracker Jack patrocinó cada julio un partido Old-Timers Classic con antiguos jugadores de las Grandes Ligas de Béisbol, celebrado en el Estadio Conmemorativo Robert F. Kennedy de Washington D. C..
El 16 de junio de 1993, el centenario de Cracker Jack se celebró en el Wrigley Field durante el partido entre los Chicago Cubs y los Miami Marlins. Antes del partido, Sailor Jack, la mascota de la empresa, realizó el primer lanzamiento ceremonial.